# Euprepina bicincta
Euprepina bicincta är en tvåvingeart som beskrevs av Hull 1971. Euprepina bicincta ingår i släktet Euprepina och familjen svävflugor. Inga underarter finns listade i Catalogue of Life.